# Triết học Do Thái

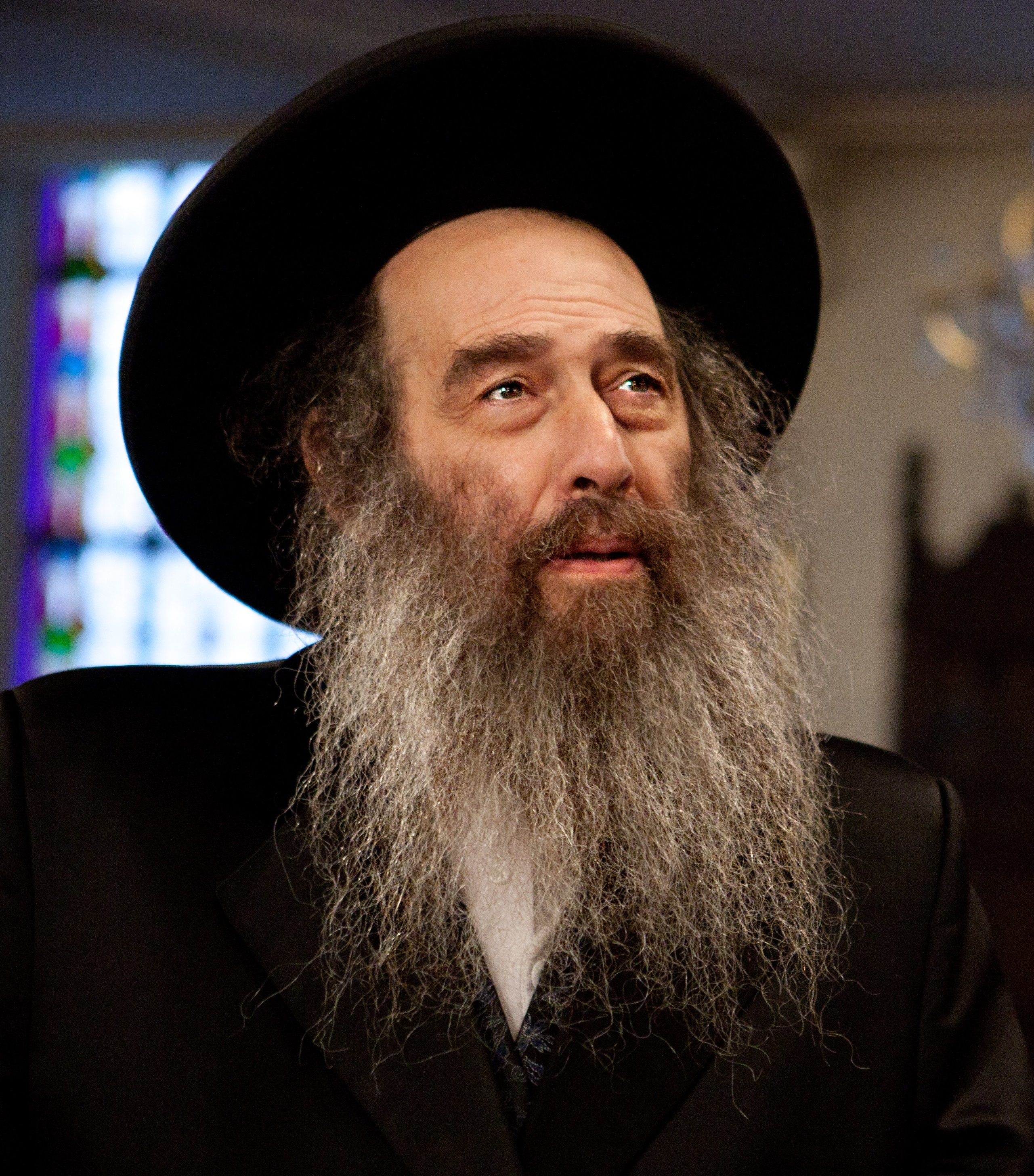
Một giáo sĩ Do Thái

Triết học Do Thái (Jewish philosophy) hay Triết lý Do Thái (tiếng Do Thái: פילוסופיה יהודית) bao gồm toàn bộ triết lý, triết học được người Do Thái thực hành hoặc liên quan đến tôn giáo Do Thái giáo. Cho đến thời kỳ Haskalah (Khai sáng của người Do Thái) và sự giải phóng của người Do Thái hiện đại thì triết học Do Thái bận tâm đến những nỗ lực dung hòa những ý tưởng mới mạch lạc với truyền thống Do Thái giáo Rabbinic, do đó tổ chức những ý tưởng mới nổi không nhất thiết phải là người Do Thái trong khuôn khổ học thuật và thế giới quan duy nhất của người Do Thái. Với sự chấp nhận của họ vào xã hội hiện đại, những người Do Thái với nền giáo dục thế tục đã chấp nhận hoặc phát triển những triết lý hoàn toàn mới để đáp ứng nhu cầu của thế giới nơi họ hiện đang sống. Ngay từ thời Hy Lạp cổ đại thì Philo đã cố gắng kết hợp và hài hòa triết học Hy Lạp và Do Thái thông qua câu chuyện ngụ ngôn, điều mà ông học được từ nhà chú giải Do Thái và Chủ nghĩa khắc kỷ. Ngày nay, Chủ nghĩa duy lý đã tái xuất hiện như một quan điểm phổ biến của người Do Thái.

## Dẫn luận

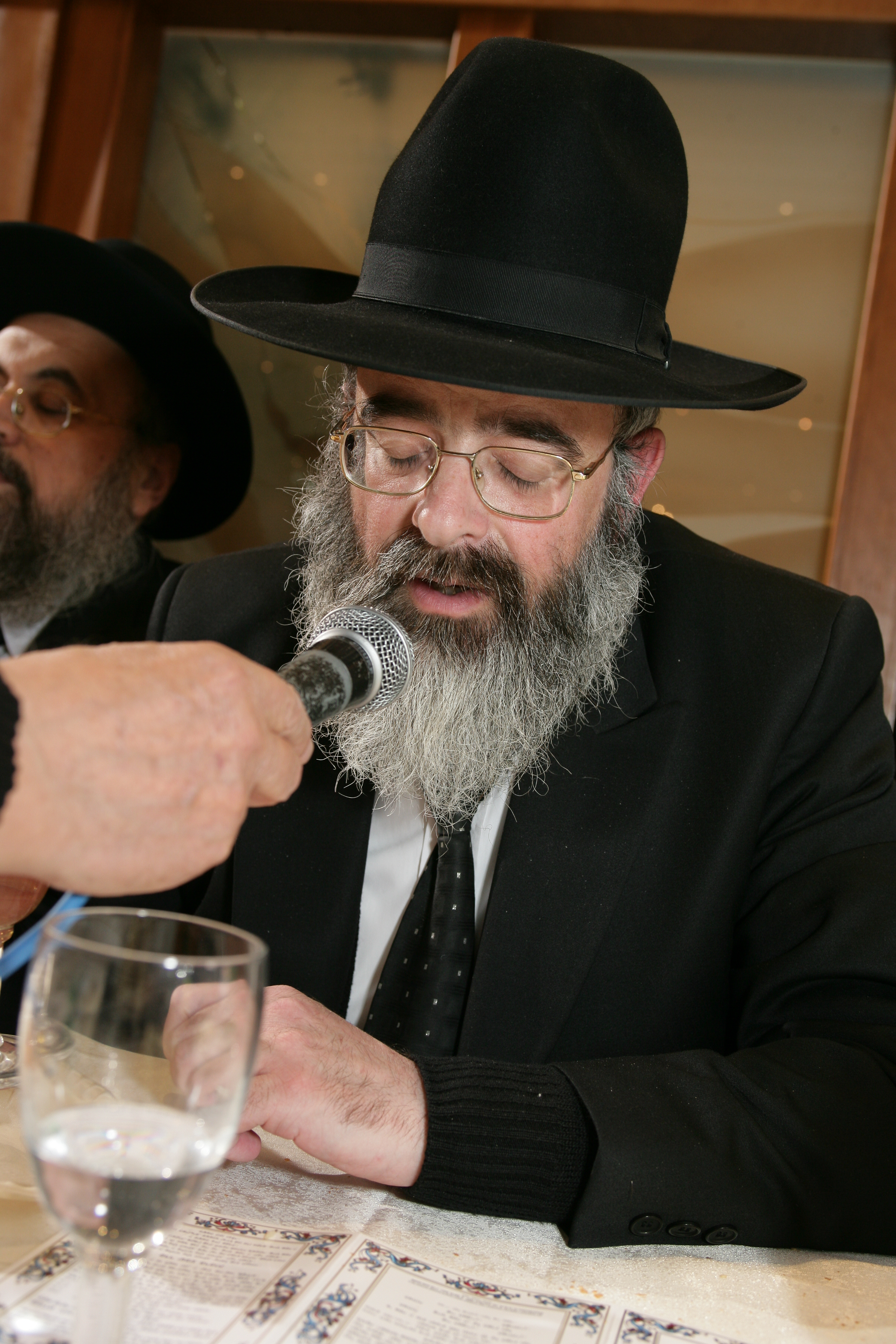
Một người Do Thái đang cầu nguyện

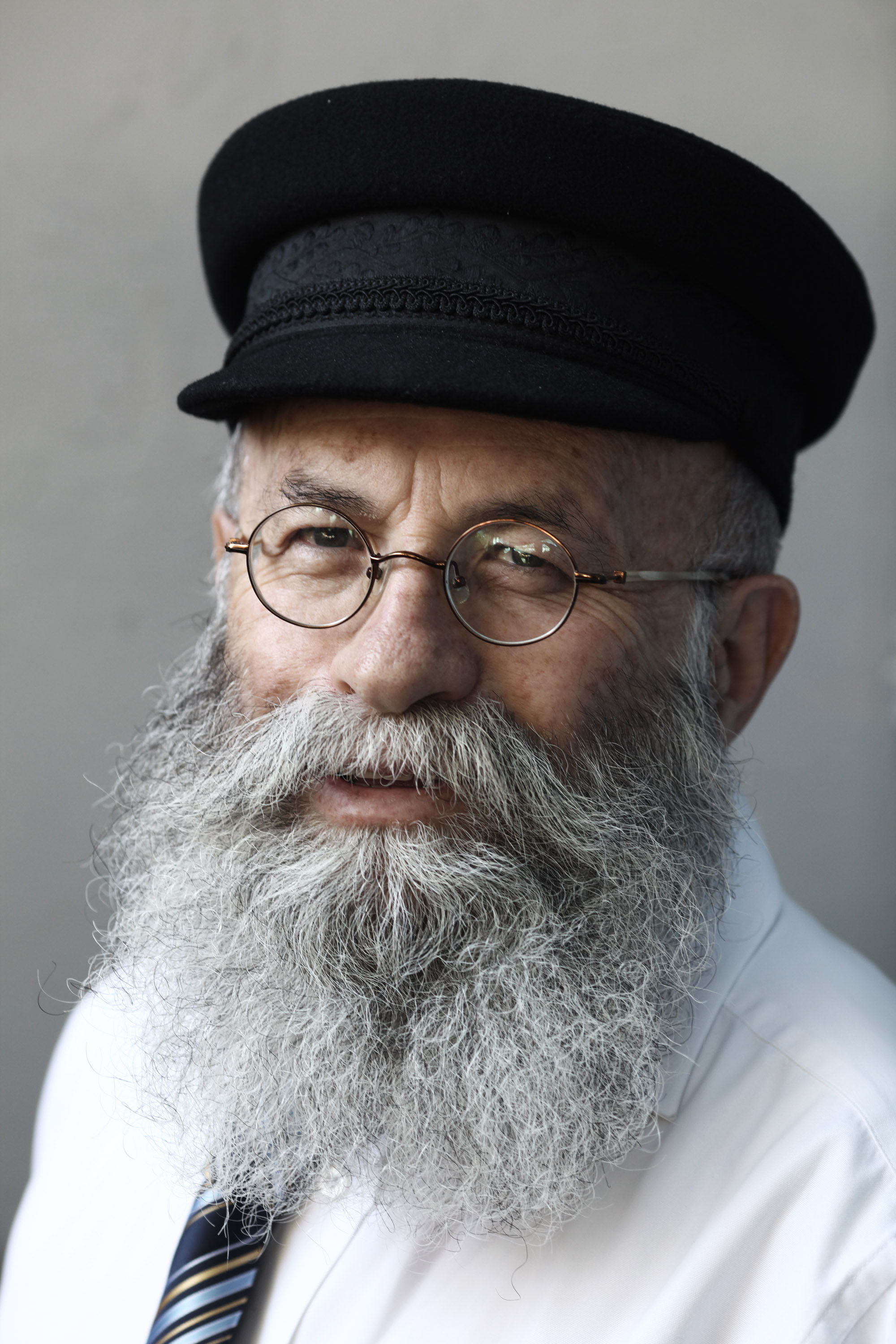
Một ông lão Do Thái

Triết lý Do Thái cổ đại được thể hiện trong kinh thánh. Theo Giáo sư Israel Efros, các nguyên tắc của triết học Do Thái bắt đầu từ chính kinh thánh, nơi có thể tìm thấy nền tảng của niềm tin độc thần của người Do Thái, chẳng hạn như niềm tin vào một vị thần, sự tách biệt giữa thần và thế giới và thiên nhiên (ngược lại với Thuyết phiếm thần) và sự sáng tạo ra thế giới. Các tác phẩm Kinh thánh khác gắn liền với triết học là Thi thiên chứa đựng những lời mời gọi ngưỡng mộ sự khôn ngoan của Đức Chúa Trời qua các tác phẩm của Ngài; từ điều này, một số học giả cho rằng, Do Thái giáo chứa đựng một dòng chảy triết học ngầm và Truyền đạo thường được coi là tác phẩm triết học đích thực duy nhất trong Kinh thánh tiếng Do Thái; tác giả của nó tìm cách hiểu vị trí của con người trên thế giới và ý nghĩa cuộc sống.
Trong kỷ nguyên Hy Lạp, Do Thái giáo Hy Lạp mong muốn kết hợp truyền thống tôn giáo Do Thái với các yếu tố văn hóa và triết học Hy Lạp. Nhà triết học Philo đã sử dụng câu chuyện ngụ ngôn triết học để cố gắng kết hợp và hài hòa triết học Hy Lạp với triết học Do Thái. Công việc của ông cố gắng kết hợp Plato và Moses thành một hệ thống triết học. Ông đã phát triển một cách tiếp cận ngụ ngôn trong việc giải thích kinh thánh (kinh thánh), trái ngược với các cách tiếp cận giải thích theo nghĩa đen (lỗi thời). Những Chú giải ngụ ngôn của ông rất quan trọng đối với một số Giáo phụ Cơ đốc giáo và một số học giả cho rằng khái niệm của ông về Logos là nguyên tắc sáng tạo của Chúa đã ảnh hưởng sớm đến Christology (Kitô học là môn học "nghiên cứu về Chúa Kitô"). Tuy nhiên, các học giả khác phủ nhận ảnh hưởng trực tiếp nhưng nói rằng cả Philo và Cơ đốc giáo sơ khai đều vay mượn từ một nguồn chung.
Sự tái khám phá thời trung cổ về triết học Hy Lạp cổ đại trong số Geonim của các tu viện Babylon thế kỷ thứ 10 đã đưa triết học duy lý vào đạo Do Thái Tanakh-Talmud. Triết lý nói chung là cạnh tranh với Kabbalah. Cả hai trường phái sẽ trở thành một phần của văn học Do Thái cổ điển, mặc dù sự thoái trào của chủ nghĩa duy lý mang tính học thuật trùng hợp với các sự kiện lịch sử thu hút người Do Thái đến với cách tiếp cận Kabbalistic. Đối với người Do Thái Ashkenazi, sự giải phóng và tiếp xúc với tư tưởng thế tục từ thế kỷ XVIII trở đi đã thay đổi cách nhìn nhận về triết học. Các cộng đồng người Do Thái Ashkenazi và người Do Thái Sephardi sau này có nhiều tương tác trái chiều với văn hóa thế tục hơn ở Tây Âu. Trong những phản ứng khác nhau đối với tính hiện đại, các ý tưởng triết học Do Thái đã được phát triển trên phạm vi phong trào tôn giáo Do Thái mới nổi. Những sự phát triển này có thể được coi là sự tiếp nối hoặc phá vỡ quy chuẩn của triết học của những giáo sĩ Do Thái thời Trung cổ, cũng như các khía cạnh biện chứng lịch sử khác của tư tưởng Do Thái, và dẫn đến thái độ đa dạng của người Do Thái đương thời đối với các phương pháp triết học.
Triết học của người Do Thái trong Thời hiện đại được thể hiện qua các triết gia, chủ yếu ở châu Âu, chẳng hạn như Baruch Spinoza người sáng lập Chủ nghĩa Spinoza, tác phẩm của ông bao gồm Chủ nghĩa duy lý hiện đại và phê phán Kinh thánh và đặt nền móng cho Thời đại Khai sáng vào thế kỷ XVIII Những đóng góp của ông đã giúp ông được công nhận là một trong những nhà tư tưởng quan trọng nhất của triết học phương Tây cùng những người khác là Isaac Orobio de Castro, Tzvi Ashkenazi, David Nieto, Isaac Cardoso, Jacob Abendana, Uriel da Costa, Francisco Sanches và Moses Almosnino. Một kỷ nguyên mới bắt đầu vào thế kỷ XVIII với tư tưởng của Moses Mendelssohn. Mendelssohn được mô tả là Moses thứ ba, người bắt đầu một kỷ nguyên mới trong Do Thái giáo, cũng giống như các kỷ nguyên mới bắt đầu với nhà tiên tri Moses và với nhà tiên tri Moses Maimonides. Mendelssohn là một triết gia Người Do Thái gốc Đức, người có ý tưởng về sự phục hưng của người Do Thái châu Âu, tác phẩm Haskalah (Sự khai sáng của người Do Thái) mang ơn những ý tưởng của ông. Ông được coi là cha đẻ của đạo Do Thái cải cách, mặc dù những người phát ngôn của Cải cách đã "chống lại việc coi ông là người cha tinh thần của họ".
Nhà triết học Pháp và là nhà bình luận Talmud Emmanuel Levinas, người có cách tiếp cận phát triển từ truyền thống hiện tượng học trong triết học, cũng được mô tả là một người Do Thái vốn là người theo chủ nghĩa hiện sinh. Chủ nghĩa duy lý Do Thái đương đại thường dựa trên những ý tưởng gắn liền với các triết gia thời trung cổ như Maimonides và các nhà duy lý Do Thái hiện đại như Hermann Cohen là một triết gia Kant mới người Đức gốc Do Thái, người đã chuyển sang nghiên cứu các chủ đề Do Thái vào cuối sự nghiệp của mình vào đầu thế kỷ XX, tiếp thu những ý tưởng của Maimonides, sau đó Mỹ, Steven Schwarzschild tiếp tục di sản của Cohen. Một nhà duy lý Do Thái đương đại nổi bật khác là Lenn Goodman, người hoạt động dựa trên truyền thống triết học duy lý Do Thái thời trung cổ. Một giáo sĩ Do Thái theo trường phái Do Thái giáo bảo thủ là Alan Mittleman của Chủng viện thần học Do Thái và Elliot N. Dorff của Đại học Do Thái Mỹ cũng thấy mình đã đi theo truyền thống duy lý, cũng như David Novak của Đại học Toronto. Các triết gia ở Israel thời hiện đại theo truyền thống duy lý bao gồm David Hartman và Moshe Halbertal.

## Các triết gia
Một số nhà thông thái triết lý Do Thái được biết đến trong thế giới phương Tây gồm:
- Abraham ibn Ezra
- Isaac ibn Ghiyyat
- Moses ibn Ezra
- Yehuda Alharizi
- Joseph ibn Tzaddik
- Samuel ibn Tibbon
- Jedaiah ben Abraham Bedersi
- Nissim của Gerona
- Jacob ben Machir ibn Tibbon
- Isaac Nathan ben Kalonymus
- Judah Messer Leon
- David ben Judah Messer Leon
- Obadiah ben Jacob Sforno
- Judah Moscato
- Azariah dei Rossi
- Isaac Aboab I
- Isaac Campanton
- Isaac ben Moses Arama
- Profiat Duran
- Eliezer Berkovits
- Monsieur Chouchani
- Eliyahu Dessler
- Israel Eldad
- Elimelech of Lizhensk
- David Hartman
- Samson Raphael Hirsch
- Abraham Isaac Kook
- Yeshayahu Leibowitz
- Menachem Mendel of Kotzk
- Nachman of Breslov
- Franz Rosenzweig
- Tamar Ross
- Daniel Rynhold
- Yehoshua Zimmerman
- Menachem Mendel Schneerson
- Joseph Soloveitchik
- Michael Wyschogrod
- Chaim Volozhin
- Shneur Zalman of Liadi
- Bradley Shavit Artson
- Elliot N. Dorff
- Neil Gillman
- Abraham Joshua Heschel
- William E. Kaufman
- Max Kadushin
- Alan Mittleman
- David Novak
- Ira F. Stone
- Rachel Adler
- Leo Baeck
- Eugene Borowitz
- Emil Fackenheim
- Avigdor Chaim Gold
- Hannah Arendt
- Raymond Aron
- Zygmunt Bauman
- Walter Benjamin
- Henri Bergson
- Isaiah Berlin
- Ernst Bloch
- Allan Bloom
- Harold Bloom
- Susan Bordo
- Judith Butler
- Noam Chomsky
- Hélène Cixous
- Arthur Danto
- Jacques Derrida
- Hubert Dreyfus
- Ronald Dworkin
- Yehuda Elkana
- Bracha L. Ettinger
- Viktor Frankl
- Sigmund Freud
- Erich Fromm
- Tamar Gendler
- Emma Goldman
- Lewis Gordon
- Jack Halberstam
- Ágnes Heller
- Max Horkheimer
- Edmund Husserl
- Alberto Jori
- Hans Jonas
- Melanie Klein
- Sarah Kofman
- Siegfried Kracauer
- Saul Kripke
- Franz Leopold Neumann
- Emmanuel Levinas
- Claude Lévi-Strauss
- Bernard-Henri Lévy
- Benny Lévy
- Leo Löwenthal
- Rosa Luxemburg
- György Lukács
- Herbert Marcuse
- Karl Marx
- Baruch Spinoza
- Thomas Nagel
- Martha Nussbaum
- Adi Ophir
- Friedrich Pollock
- Karl Popper
- Martin Buber
- Moishe Postone
- Hilary Putnam
- Ayn Rand
- Avital Ronell
- Murray Rothbard
- Michael J. Sandel
- Eve Kosofsky Sedgwick
- Lev Shestov
- Judith N. Shklar
- Peter Singer
- Alan Soble
- Susan Sontag
- Sandy Stone
- Leo Strauss
- Alfred Tarski
- Michael Walzer
- Immanuel Wallerstein
- Ludwig Wittgenstein
- Irvin D. Yalom